# Dalmau Llebaria i Torné
Dalmau Llebaria i Torné (Falset, 5 d'octubre de 1877 – Tarragona, 22 d'agost de 1936) va ser un prevere, plebà de l'església de Santa Maria de Montblanc entre els anys 1935 a 1936. Va prendre possessió del càrrec el setembre de 1935 i va dur a terme una gran activitat pastoral i apostòlica malgrat el poc temps que va exercir la seva missió; a més va compartir les funcions de plebà amb les de regent de l'església de Sant Miquel de Montblanc. Detingut a Montblanc els primers dies de la Guerra Civil espanyola fou assassinat a Tarragona el 22 d'agost, junt amb els beneficiats de Santa Maria Mn. Joan Farriol i Mn. Josep Rosselló, ambdós fills de la vila ducal de Montblanc.